# وليم مرسيه
وليم مرسيه (بالفرنسية: William Marçais)‏ (1872 - 1956 م) مستشرق فرنسي له معرفة باللغات ولهجات العرب؛ واهتمام خاص باللغة البربرية واللهجة العربية المغربية.

## سيرته
ولد وليم مَرسيه (مارسيه) عام 1872، وعمل في الجزائر مديرًا لمدرسة تلمسان عام 1898، مما ساعده على الاتصال بالمعلمين العرب، وإتقان اللغة العربية واللغة البربرية. ثم عيِّن مديرًا للمدرسة العليا في الجزائر. وبعد عودته إلى باريس عُيِّن في مدرسة الدراسات العليا الملحقة بالسوربون، ثم في كلية دي فرانس عام 1927.
صار عضوًا في أكاديمية النقوش والآداب الجميلة.
عُني في مطلع شبابه بترجمة (ديوان أوس بن حَجَر) إلى الفرنسية، اعتمادًا على النص العربي الذي كان المستشرق جاير نشره ضمن محاضر جلسات الأكاديمية الإمبراطورية للعلوم في فيينا، مع ترجمة ألمانية وشرح.

## صفته
وصفه تلميذه عمر فروخ وكان درس عنده في السوربون في شتاء عام 1936، بقوله: كان رجلًا ذكيًّا مشرق الوجه، بارعًا في الحديث، يعرف لهجات العرب؛ يتكلَّم باللهجة الشامية فتحسبه من حيِّ المَيدان، ويتكلَّم باللهجة المغربية فتحسبه من كندافة في جبال الأطلس. كنا ندرس عليه نصوصًا عربية مختلفة، وكانت تعليقاته غايةً في التثقيف. وهو مثل سُقراط في القدماء، والشيخ محمد عبده في عصرنا: يشع عليك من شخصيته أكثر من الجديد الذي تتعلَّمه منه.

## آثاره
1. ترجمة «ديوان أوس بن حجر التميمي» إلى الفرنسية.[6]
2. ترجمة «صحيح البخاري» بالاشتراك مع هوداس.
3. «المقالات والمؤتمرات» (articles et conférences) صدر في مجلد عام 1961، تضمَّن بحوثه ومقالاته ومحاضراته. كتبَ مقدِّمته أخوه جورج مرسيه، وفيه نُبَذ عن حياته ومؤلفاته كتبها عددٌ من الباحثين.

وأهم ما اشتمل عليه هذا الكتاب:
- (العبادة في الإسلام) محاضرة في إستراسبورغ 1923.
- (أصول النثر الأدبي العربي) 1928.
- (الإسلام والحياة المدنية) 1928.
- (اللغة العربية) 1930.
- (قرن من الأبحاث في ماضي الجزائر الإسلامية) 1931.
- (خُطَب) 1936.
- (سيلفستر دي ساسي: بوصفه مستشرقًا مختصًّا في العربية) 1938.
- (كيف تعرِّب شمالي إفريقية) محاضرة 1939.
- (المعاجم العربية) محاضرة باللغة العربية ألقاها في الرِّباط 1940.
- (المرأة في ألف ليلة وليلة) محاضرة في باريس 1946.
- (مستشرق عظيم: دي سلان) 1956.[4]